# Oliver Marić
Oliver Marić est un footballeur croate, né le 11 mars 1981 à Zadar en Croatie, qui évolue au poste de défenseur.